# 英国护照
英國護照（英語：British passport）是大不列顛及北愛爾蘭聯合王國發放給任何種類英國國籍人士的護照，申請時須提供足以辨識為英國國民的證據；如有提出居英權、歐洲聯盟公民或兩者皆有的證據，將會視條件接受申辦。

## 簽發
現時，國王陛下護照署負責英國本土及海外的護照簽發；至於海峽群島及曼島則由島上的副總督負責英國護照的簽發。
2011年4月1日之前, 各英國海外領土的總督負責所屬領土內的英國護照簽發。
為了降低成本、減低安全風險及整合服務，英國外交及聯邦事務部決定從2011年4月1日起，由英國身分及護照服務處全權負責所有英國本土及海外護照印製的工作及責任。
為再一步降低成本，由2013年12月10日起，英國身分及護照服務處更名為英王陛下護照署。英國駐外大使、領事館或者高級專員公署的護照部均不會再提供申請護照服務，但仍會協助海外的申請人的辦理緊急護照事宜。直布羅陀的公民身份與登記署仍繼續為當地英籍居民簽發護照。
英國護照有效期一般為十年，1998年之前簽發給16歲以下人士的護照有效期則為五年。
由2006年3月開始，英國政府簽發具生物特徵的護照。
以下類別人士可以申請英國護照：
| 種類               | 國籍代碼 | 2021年底止 有效護照數量 | 簽發機關                                                                                 |
| ------------------ | -------- | ----------------------- | ---------------------------------------------------------------------------------------- |
| 英國公民           | GBR      | 48,095,407              | 國王陛下護照署（英國） 公民身份與登記署（直布羅陀） 其他皇家屬地由國王陛下護照署代為簽發 |
| 英國海外領土公民A  | GBD      | 79,622                  | 公民身份與登記署（直布羅陀） 其他海外領土由國王陛下護照署代為簽發                        |
| 英國海外公民       | GBO      | 10,797                  | 國王陛下護照署                                                                           |
| 有居英權的英籍人士 | GBS      | 26,682                  | 國王陛下護照署                                                                           |
| 無居英權的英籍人士 | GBS      | 681                     | 國王陛下護照署                                                                           |
| 受英國保護人士     | GBP      | 1,063                   | 國王陛下護照署                                                                           |
| 英國國民（海外）   | GBN      | 679,787                 | 國王陛下護照署                                                                           |

^A 前身為英國屬土公民。
各組三個字母電碼是ISO/IEC 7501-1機讀護照ISO 3166-1三位字母代碼所分配的標準。
除了英國國民（海外）根據《1986年香港（英國國籍）令》第4（2）款擁有申請護照的權利外，其他英國國民均需要透過國王陛下政府以皇家特權行使斟酌權去申請。
只有英國公民、某些英國臣民，以及某些英聯邦公民享有居英權。而在英國脫歐前，只有英國公民及一些英國臣民方可享有歐洲聯盟境內自由出入權利。

## 歷史變遷

### 早期的英國護照
首批英國護照是由中世紀英國當地君主頒發予任何國籍旅行者的安全證書。在英國境內，「護照」這個名稱首先在1414年國會立法時上被印出。1540年至1685年期間，英格蘭護照變成由樞密院發行，但仍由英格蘭君主簽署。到了查理二世在位時，內閣國務大臣更開始代替君主簽發護照；從1794年起，「由內閣國務大臣代為簽發護照」的字樣開始出現於護照裡。
英國境內簽發的護照初期以拉丁文或英文寫成；而在1772年至1858年間更只用法文。自1858年開始，英國護照再次以英文書寫，並設有各欄目的法文翻譯。
由1858年起，英國護照只准向英國國籍人士簽發及補領。以往的英國護照只有一頁包括持有人相片的紙張，直到1914年版護照印刷時才有所變化。
1914年，《英國國籍及外國人身分法案》立法，1915年版護照將紙張摺成八份並改為硬封面，附有持有者說明及相片，每兩年便需續領。

### 舊藍色版護照
32頁護照現被稱為「舊藍色版護照」，是在1920年成立英國護照服務處之後，同時根據國際慣例而發行；直至1988年酒紅色版護照發行為止。此護照有兩個版本，一個是簽發予個人（可加上配偶）；另外一個是簽發予家庭。舊藍色版護照曾經過各種各樣的設計修改：
- 1954年，「國務大臣」一字被刪除[6]。
- 1968年，護照有限期由兩年延長至十年。
- 1972年尾的設計修改。加上特別藍色水印紙以防止偽造；護照頁數由32頁減至30頁。此外，資料頁欄目描述持有人眼睛顏色及已婚女士的婚前姓名等資料被刪除。
- 1973年5月，94頁護照發行。
- 1975年，引入相片加層壓科技防止非法改造。薄片套印技術於1981年加上令非法改造更易被察覺。
- 護照持有人的職業及居住地點的資料頁欄目描述於1982年被刪除。
- 1988年為推出酒紅色版護照作準備，家庭版本護照不再被發行；持有人高度及特徵等資料頁欄目描述被刪除。

### 英國訪客護照
在1961年至1995年期間，英國國民可以向就近郵政局申請英國訪客護照。這一頁硬板紙證件只有一年有效期，並得到多數西歐國家承認。後來因為薄弱的防竊及保安要點因素而停用。

### 酒紅色版護照
1988年8月15日，英國護照服務處在格拉斯哥的辦事處，成為首次推出酒紅色版護照的地點；其後擴展到全球各英國護照簽發機構。酒紅色版護照即是一本有酒紅色封面，以及有機器閱讀功能的護照（Machine-readable passport）；國際民航組織（International Civil Aviation Organisation）指定標準，可以令出入境官員用機讀方式（個人資料頁底有兩行資料打印）以迅速核實持證人身分。
酒紅色版護照可分為32頁及48頁兩款，而國王陛下政府還推出了兩種護照來區別不同種類的英國國民：享有歐洲公民權利的英國國民會獲簽發有「（歐洲共同體）」，或者1997年後在封面上有「（歐洲聯盟）」字樣的英國護照；至於其他英國國民則會獲簽發沒有歐盟字樣的英國護照。
1988年至2006年初的酒紅色版護照裡每頁上都印有都鐸王朝的玫瑰、三葉草、黃水仙及薊的水印。在1999年至2006年版設計中，個人資料頁上的持證人相片及簽名被電子化。防偽反光標誌亦被直接固定於持證人相片上。

### 生物特徵護照
英國政府由2006年3月起簽發生物特徵的英國護照，第二版則於2010年10月5日推出, 由德拉魯公司於當地印製護照空白本。
全部由2006年3月開始簽發的生物特徵英國護照最後的第二頁上，護照資料頁另一邊存有無線射頻辨識或晶片，晶片儲存的資料包括護照持有人的個人資料（同時印在護照資料頁上）、照片、簽名及容貌辨認資料。除了沒有羅馬尼亞文及保加利亞文外，個人資料頁各欄目上均印有各歐洲聯盟官方語文的翻譯；再加上威爾斯文及蘇格蘭蓋爾文首次出現。至於個人資料頁內容則仍然只用英文及法文印出。

## 護照類別
1988年8月至2020年3月期間，英國護照封面為勃艮第酒紅色，而英國國徽則位於正中央。不過隨著英國脫歐，从2020年3月起签发的英国护照已重新採用深藍色封面，取代由1988年開始使用的勃艮第酒紅色封面。

### 國王陛下護照署發行的護照

#### 封面
2020年3月以前，護照封面的國徽上方有「（大不列顛及北愛爾蘭聯合王國）」字樣，下方則有「（護照）」字樣。晶片護照的符號  則出現在字樣的下方。
2020年3月起，護照改由泰雷茲數碼認證及保安有限公司印製，封面改為深藍色，國徽上方的文字變成「（英國護照）」，而「（大不列顛及北愛爾蘭聯合王國）」字樣則移至國徽下方，最下方則為晶片護照符號  。
而在2019年3月前，「（歐洲聯盟）」字樣則印於英國護照封面的最上方，以辨別受歐洲共同體認可的英國國民，如英國公民、有權居留英國的英籍人士，以及與直布羅陀有關聯的英國海外領土公民。至於其他英國護照，如英國國民（海外）、英國海外公民、受英國保護人士、非直布羅陀英國海外領土公民，以及沒有居英權的英籍人士則沒有「（歐洲聯盟）」字樣。

2006年3月至2019年3月間簽發的英國公民護照封面，頂部印有英文「（歐洲聯盟）」字樣。
2019年3月至2020年3月間簽發的英國公民護照封面。
2020年3月起簽發的英國公民護照封面。

#### 請求頁
由國王陛下護照署發行的英國護照，於封面內頁印有一段只以英文撰寫的文字。英國護照內的聲明如下：
英文版本：
|  |

中文語意：
| 英國國王陛下的國務大臣以國王陛下之名，請求各國當局機關予以護照持有人自由通行而不受阻礙，並在必要時給予持有人援助與保護。 |

在較早期的護照，請求者名稱為「（英國國王陛下的首席外交事務大臣）」，較為貼近現今的職位。
根據皇家特權，所有英國護照都是以君主的名義發出，因此歷屆英國君主都不需要護照。然而，君主以外的其他英國皇室成員都必須擁有護照方可出國。

#### 個人資料頁
由國王陛下護照署發行的英國護照，於個人資料頁載明了下列資訊：
- 持有人照片电子版
- 护照類型（P）
- 國家代碼（GBR）
- 護照號碼
- 姓（可加註頭銜，詳见本節最後一段）
- 名
- 國籍[註 1]
- 出生日期
- 性別
- 出生地[註 2]
- 發行日期
- 發行單位
- 有效日期
- 數位印刷的持有人簽名（如需要）
- 開頭的機器可讀區域

有些項目的標題會以英文及法文標示；另有一頁則以歐洲聯盟語文、威爾斯文及蘇格蘭蓋爾文標明上述所有項目的標題。
依據國王陛下政府目前的政策規定，如果要在護照上加上貴族頭銜，必须要申請並提供授予貴族頭銜的證據；目前可接受的證據包含經皇家紋章大臣認可的封爵，或是列於伯克貴族名譜中。

#### 功能導向護照
有別於普通護照，國王陛下政府會分別發給特殊護照給外交人員（外交護照）與其他公務人員（公務護照），並在封面註明種類。還有一種特別的護照則是發給國王使節；這類護照會在封面的國徽下方有「（國王使節－外交信使）」的字樣，國徽上方則有「（英國護照）」字樣。
- 女王使節護照封面，下方印有英文「（女王使節－外交信使）」字樣。
- 英國外交護照封面，下方印有英文「（外交護照）」字樣。
- 英國公務護照封面，下方印有英文「（公務護照）」字樣。

### 皇家屬地與直布羅陀發行的護照

#### 封面
由皇家屬地與直布羅陀的直接發行的英國護照，樣式不同於國王陛下護照署發給英國居民的護照，以及發給英國海外國民的護照。2019年之前，「（歐洲聯盟）」的字樣仍舊會於護照頂端顯示，標誌著這些地方於歐洲聯盟管轄區內的特殊地位。
與澤西、根西與曼島三個皇家屬地有關連的公民，其護照封面不會顯示「（大不列顛及北愛爾蘭聯合王國）」字樣，而是由「（不列顛群島－澤西島屬地）」、「（不列顛群島－根西島屬地）」或「（不列顛群島－曼島）」取代。
直布羅陀護照的封面與國王陛下護照署發行的英國護照雷同，不同處在於「（直布羅陀）」字樣會加註於國徽與「（大不列顛及北愛爾蘭聯合王國）」字樣之間。
除了直布羅陀外，其餘所有英國海外領土發行的護照都沒有顯示英國的正式國號，只在國徽上印有「BRITISH PASSPORT（英國護照）」字樣，而國徽下方則印有當地政府的稱呼，部份會以「GOVERNMENT OF XXX（XXX政府）」作為開端。

女王使節護照封面，下方印有英文「QUEEN’S MESSENGER - COURRIER DIPLOMATIQUE（女王使節－外交信使）」字樣。
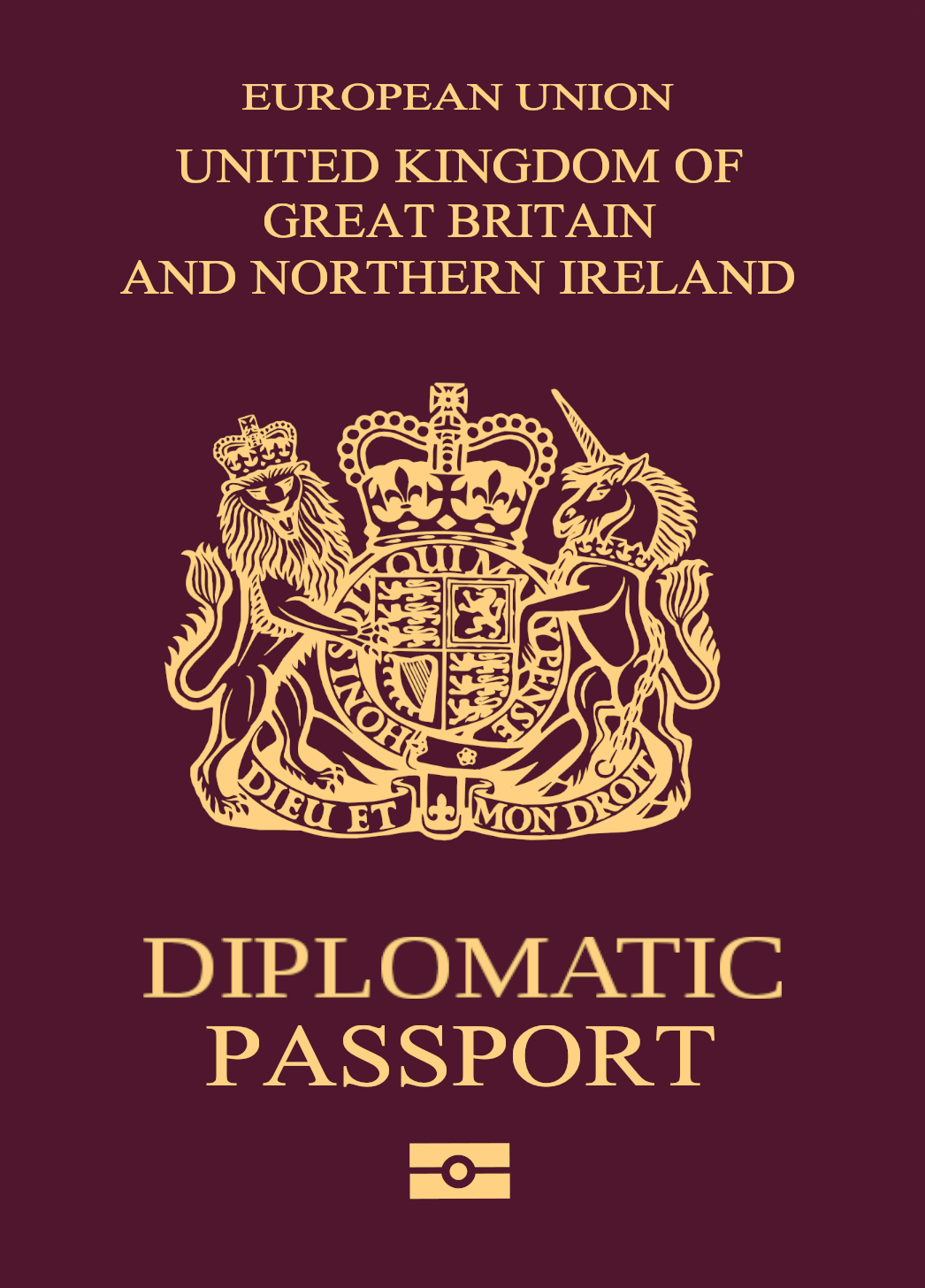
英國外交護照封面，下方印有英文「DIPLOMATIC PASSPORT（外交護照）」字樣。
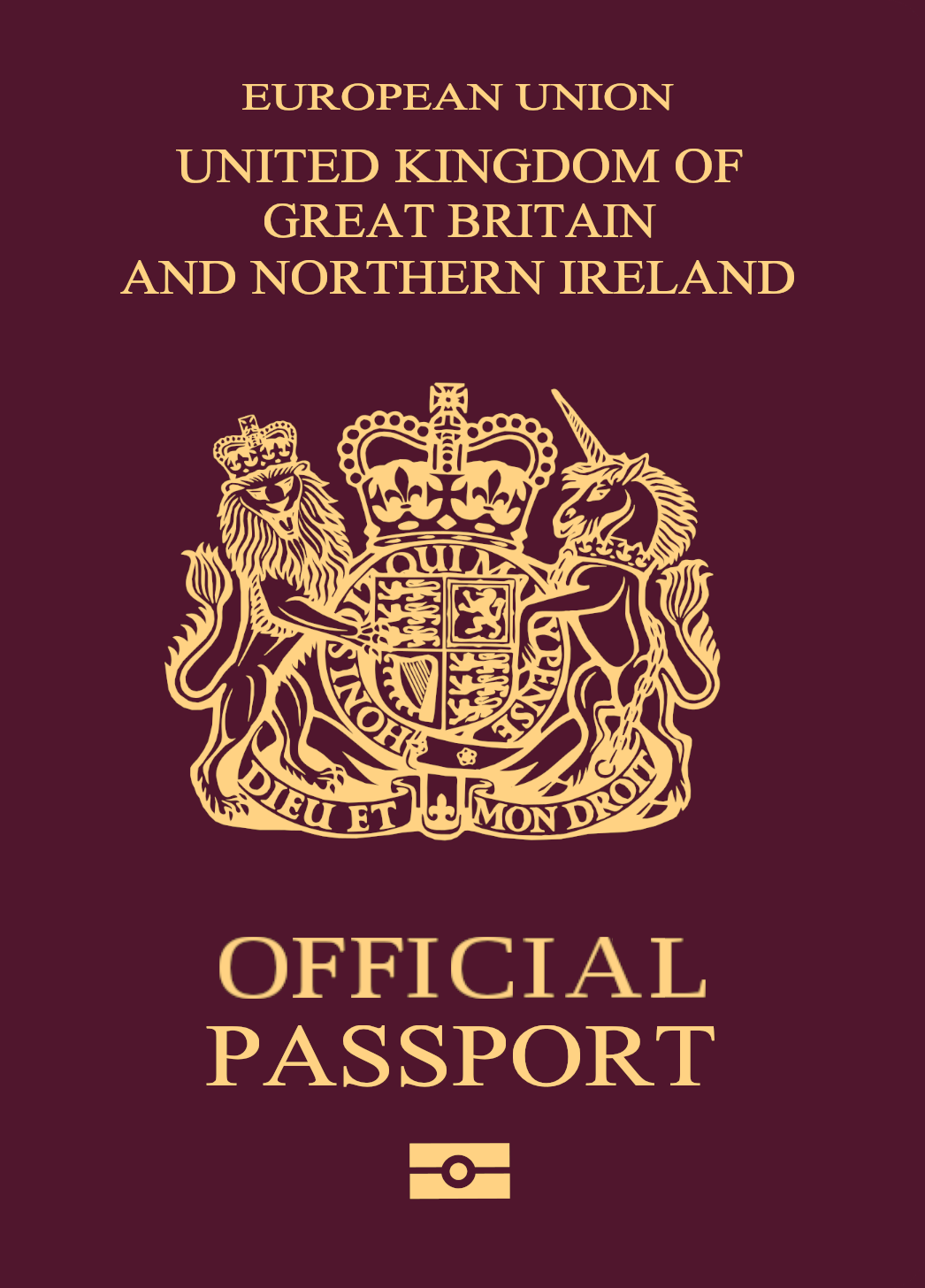
英國公務護照封面，下方印有英文「OFFICIAL PASSPORT（公務護照）」字樣。

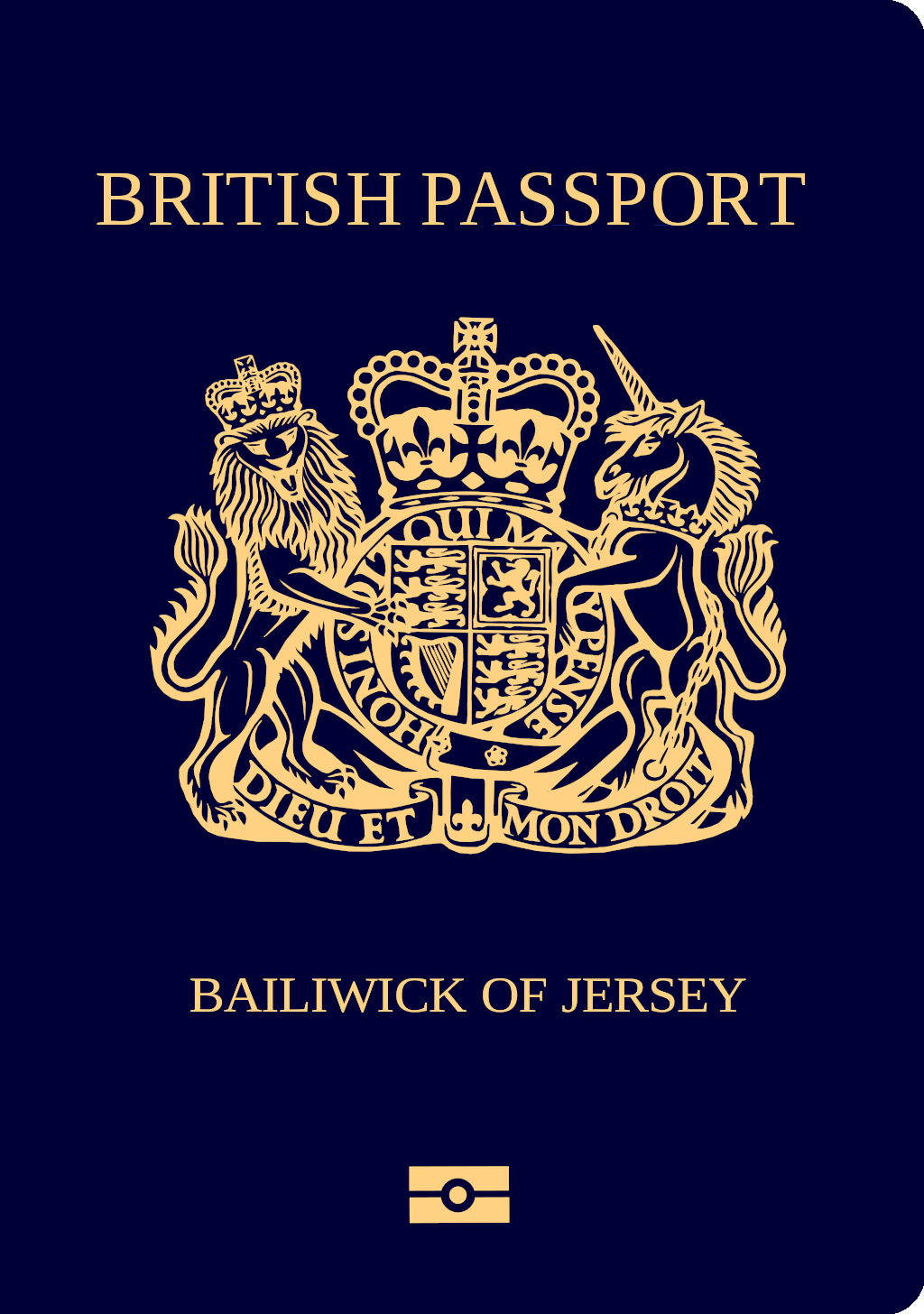
2020年起簽發的澤西島護照封面。
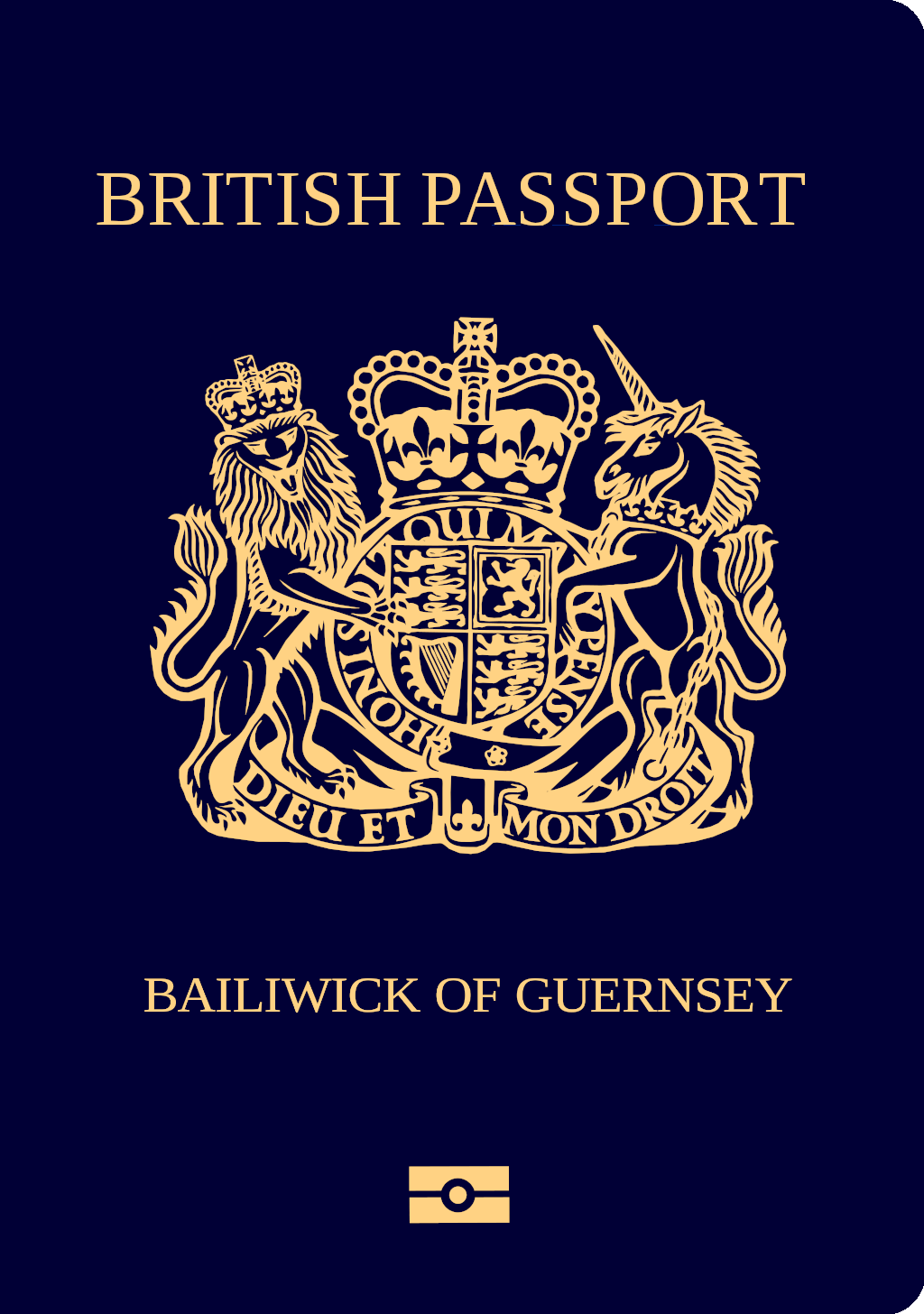
2020年起簽發的根西島護照封面。
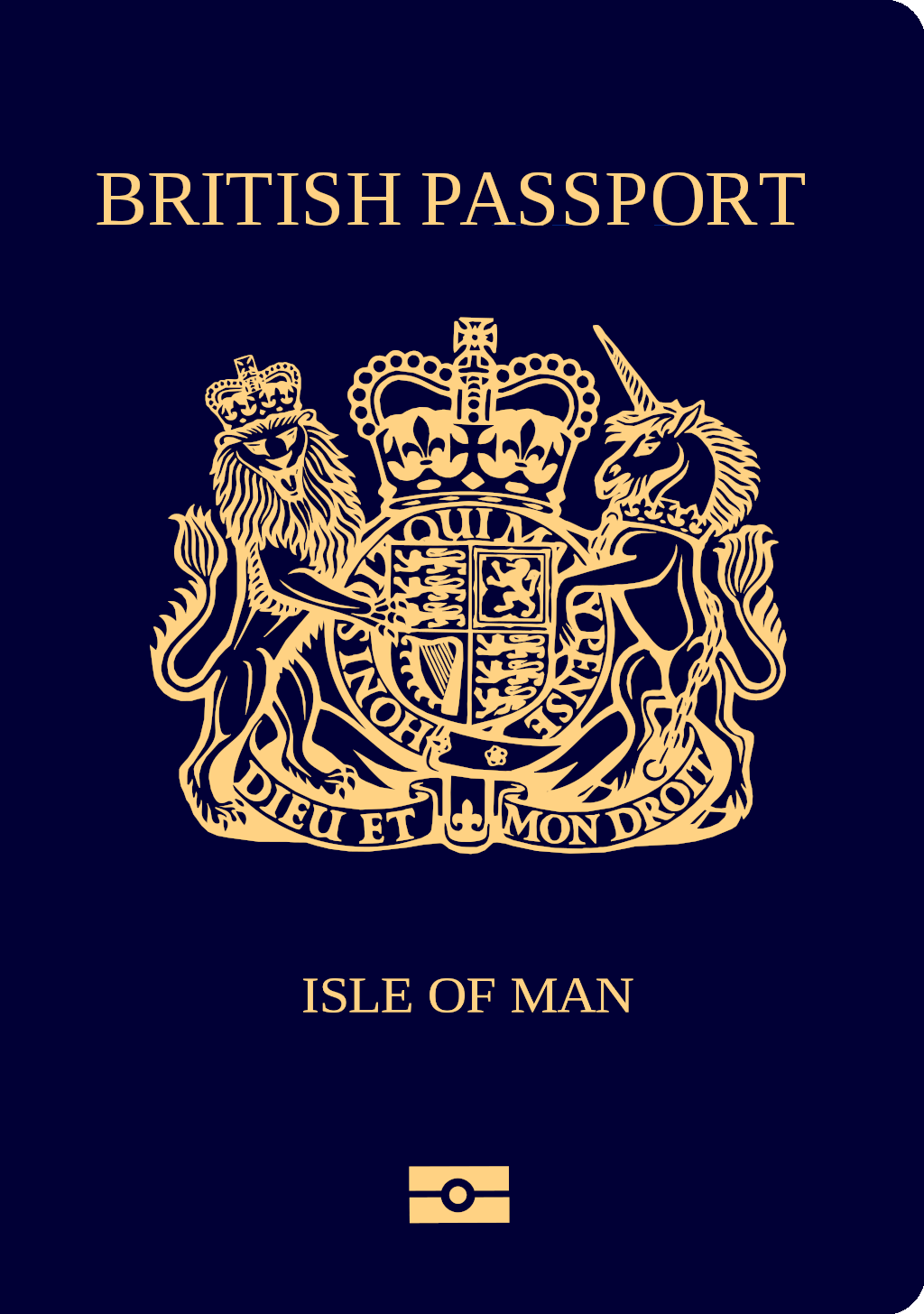
2020年起簽發的曼島護照封面。
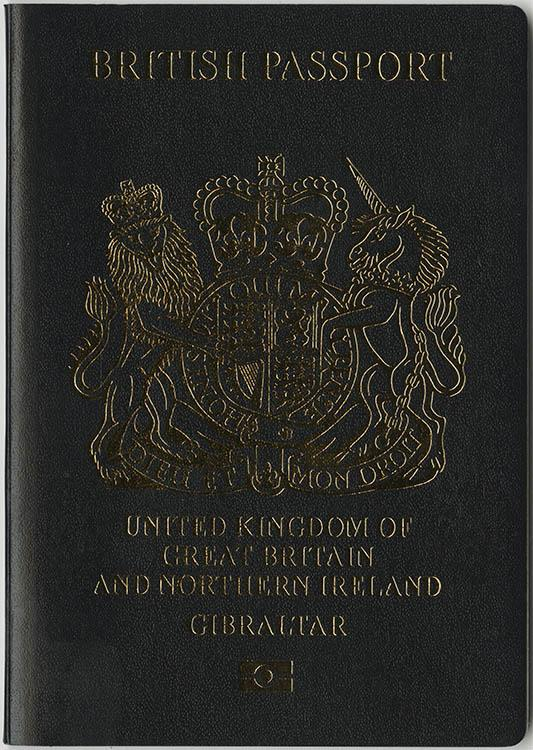
2020年起簽發的直布羅陀護照封面。
2019年前簽發的澤西島護照封面。
2019年前簽發的根西島護照封面。
2019年前簽發的曼島護照封面。
2019年前簽發的直布羅陀護照封面。

#### 請求頁
由皇家屬地發行的護照，其請求頁的語句與英國發行的護照不同，請求者為各屬地的副總督（如曼島副總督），因為這些屬地的效忠對象為國王查理三世，而非國王陛下政府。
直布羅陀護照的請求語句中，請求者則改為直布羅陀總督。

#### 個人資料頁
由於皇家屬地與直布羅陀發行的護照，其發行國代碼與機讀區的國家代碼皆為，因此光憑這兩項資訊，並沒有辦法與英國公民的護照做出區別。

## 不設加頁功能
英國護照不像美國護照般設可加頁功能。倘若所持英國護照已無空白頁面，持證人須申請新護照（自2016年起，美國護照持有人亦無法申請護照加頁）。

## 註記
特定的英國護照在發行時會在官方註記頁加註語句，通常使用大寫字母標記。此頁會與護照一起裝訂並發行，位置在簽證頁面之前。以下為常見於註記頁上的文字：
本護照持有人不得擁有歐洲聯盟所提供的就業與定居權利。
澤西島、根西島與曼島的英國公民，如果與英國本土血緣無關，或是沒有在英國本土居住超過五年，就會註記此句，只有同屬歐洲聯盟一部份的海峽群島與曼島可以自由進出與貨物交流。此外，由2019年3月29日起簽發的英國國民（海外）護照，其官方註記頁也有此語句加註。
本護照持有人擁有香港永久性居民身份證號碼X123456(7)，列明持照人擁有香港居留權。
英國國民（海外）護照通常會加註此句，因為有效的香港永久性居民身份證（授予進入與永久居留香港權利的證件）通常為持有該護照的具體條件。
本護照持有人擁有香港居民身份證號碼X123456(7)，擁有香港居留權。本護照持有人同時也是英國國民（海外）。
英國公民如同時是英國國民（海外）可選擇加註此句，作用一樣是方便該護照持有人以香港居民的身分入境香港。
本護照持有人擁有居留英國的權利。
擁有居留英國權利的英籍人士會在護照加註此句，通常來自於愛爾蘭共和國，但具有居住英國權利的英國公民護照則不會有此註記。
本護照持有人擁有再入境英國的權利。
擁有終身无限期居留權利的英國海外公民、英籍人士與受英國保護人士，其護照就會加註此句。
本護照持有人受到《1971年移民法案》的控制。
沒有居留英國權利的英國國民會在護照中加註此句，除非他們取得永久居留的資格。然而，即使英國國民（海外）護照無法取得居留英國的權利，1999年版護照與晶片護照中亦不會加註此句。
根據英國移民規章，本護照持有人訪問英國無需入國許可或簽證。
此句會加註於英國國民（海外）護照，因該護照持有人擁有免簽證入境英國六個月的權利。
「本護照持有人為……。」或「本護照持有人的別名為……。」
本註記代表該護照持有人使用或持有「因任何理由」而為人所知的其他職業姓名、藝名或宗教姓名，或持有得到認可的稱呼、學術頭銜、貴族頭銜或法律界頭銜（如醫師、法官、御用大律師、教授、神職人員），且足以作為持有人的重要辨別身分。依據持有人的要求，可以加註「（醫師）」、「（教授）」等相似頭銜，或是選擇加註職業姓名、藝名或宗教姓名。舉例來說，克里夫·李察的原名為哈利·韋伯，其護照的註記頁會加註：

本護照持有人的別名為克里夫·李察。

如果該護照持有人的姓名超過了個人資料頁所能容納的30個字元上限（含空格），在其個人資料頁上就只會保留姓氏與包含中間名在內所有名字中的第一個名字。在此情形下，其註記頁就會列出持有人的全名。根據國王陛下護照署的規範，超過個人資料頁30個字元上限的持有人，應盡量輸入持有人的第一個名字以及（如果有的話）其餘中間名的首位字母；此規則也適用於擁有多個中間名的持有人。接著，持有人的全名就會全部於註記頁印出。舉例來說，基佛·蘇德蘭的原名在護照中的個人資訊頁會顯示如下：

-{Surname: "Sutherland"

Given names: "Kiefer W F D G R"}-

姓：蘇德蘭

名：基佛·W·F·D·G·R

註記頁則會顯示：

本護照持有人為基佛·威廉·弗雷德里克·登普西·喬治·魯弗斯·蘇德蘭。

本護照持有人的中文電碼為：1234 5678 9012。
此句出現於香港主權移交之前由人民入境事務處簽發的英國國民（海外）護照與香港英國屬土公民護照中, 用以顯示持證人的中文姓名代碼。主權移交之後，護照改由英國駐港總領事館簽發，此句註記不再使用。
本護照持有人為英國國王陛下外交事務成員的親屬。
此句出現於英國外交人員的親屬護照中。

## 相似的英國護照
根據歐洲共同體條約內的目的，擁有歐洲公民資格的英國國籍人士包括英國公民、直布羅陀的英國海外領土公民，以及享有居英權的英國臣民。
其他英國國籍人士，即無居英權的英國國民會獲簽發「近乎相同」的英國護照，但此護照封面上沒有「（歐洲聯盟）」的字樣。

## 免簽證待遇
各種英國國籍均享有不同的外國入境簽證待遇。根据2025年1月8日发布的亨利护照指数，英国护照可免签证、落地签证或电子签证入境190个国家和地区，位居世界第5，与比利时、新西兰、葡萄牙、瑞士护照并列。

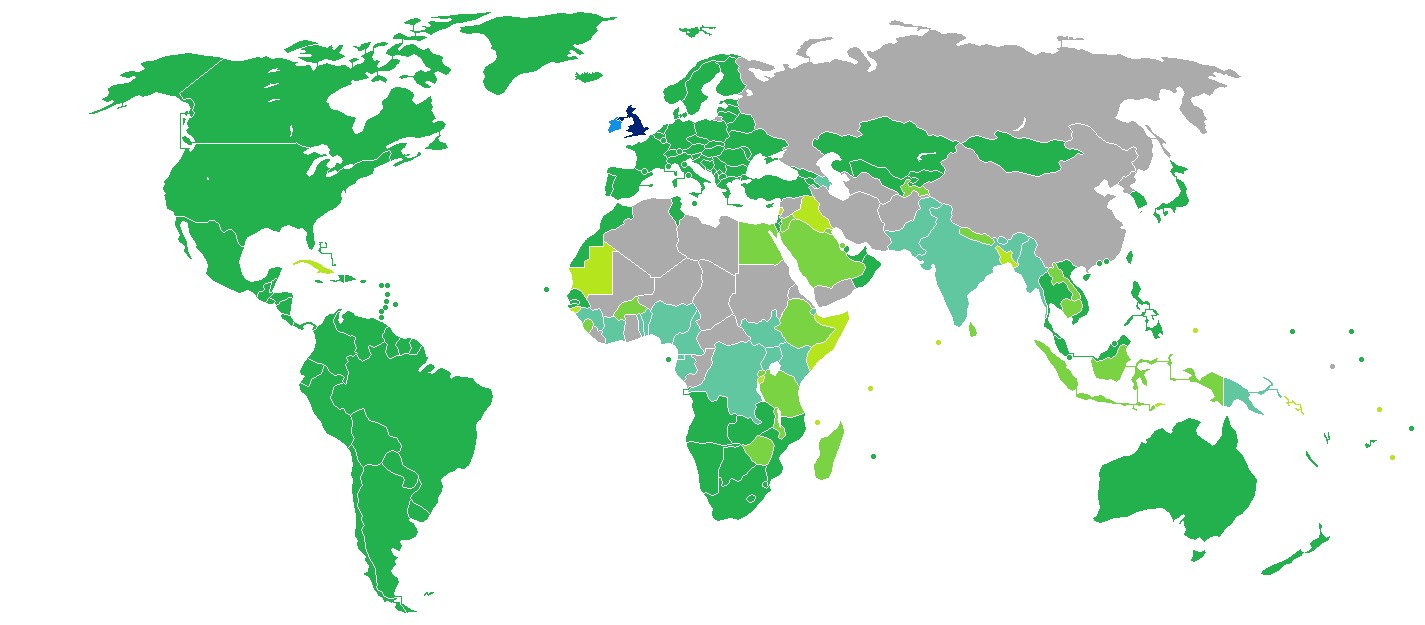
英國公民可免簽證或落地簽證前往的國家或地區
英國
共同旅行區（愛爾蘭共和國）
免簽證
落地簽證
電子簽證
可以透過落地簽證或電子簽證申請簽證
需要提前申請簽證

## 外部連結
- 英國身分及護照服務處
- 英國駐港總領事館（页面存档备份，存于）
- 早期的英國護照，英國身分及護照服務處
- 中期的英國護照（1915年及1920年），英國身分及護照服務處
- 酒紅色版英國護照，英國身分及護照服務處